# Giorgio Bianchi
Giorgio Bianchi (Roma, 18 febbraio 1904 – Roma, 9 febbraio 1967) è stato un regista, sceneggiatore e attore italiano.

## Biografia
Inizia la sua attività nel mondo del cinema muto come attore nel 1929, in Il porto di Jacopo Comin; dopo essere stato aiuto regista di Amleto Palermi negli anni '30, svolge successivamente a partire dal 1941 il lavoro di sceneggiatore e regista di film, diventando uno dei più prolifici del cinema italiano sino agli anni '60, nonché uno degli esponenti della commedia all'italiana ma anche del melodramma strappalacrime.
Ha diretto quaranta film tra il 1942 (La maestrina) e il 1967 (Quando dico che ti amo).
È stato per molti anni marito dell'attrice Giuseppina Borione.

## Filmografia

### Attore
- Il focolare spento, regia di Augusto Genina (1925)
- Porto, regia di Jacopo Comin (1928)
- La grazia, regia di Aldo De Benedetti (1929)
- Corte d'Assise, regia di Guido Brignone (1930)
- Giardini che vivono, regia di Giuseppe Forti (1930)
- Ombre, regia di Giorgio Simonelli (1930)
- La donna di una notte, regia di Amleto Palermi (1931)
- Il solitario della montagna, regia di Wladimiro De Liguoro (1931)
- La scala, regia di Gennaro Righelli (1931)
- Patatrac, regia di Gennaro Righelli (1931)
- Resurrectio, regia di Alessandro Blasetti (1931)
- Rubacuori, regia di Guido Brignone (1931)
- Terra madre, regia di Alessandro Blasetti (1931)
- Venere, regia di Nicola Fausto Neroni (1932)
- Cinque a zero, regia di Mario Bonnard (1932)
- Due cuori felici, regia di Baldassarre Negroni (1932)
- L'armata azzurra, regia di Gennaro Righelli (1932)
- La vecchia signora, regia di Amleto Palermi (1932)
- La fortuna di Zanze, regia di Amleto Palermi (1933)
- Sua Altezza ha detto: no!, regia di Maria Basaglia (1953)
- L'immorale, regia di Pietro Germi (1966)

### Regia
- La maestrina (1942)
- Una piccola moglie (1943)
- La resa di Titì (1945)
- Il mondo vuole così (1946)
- Fatalità (1947)
- Cronaca nera (1947)
- Che tempi! (1947)
- Una lettera all'alba (1948)
- Cuori sul mare (1949)
- Vent'anni (1949)
- Il caimano del Piave (1951)
- Amor non ho... però... però (1951)
- Porca miseria! (1951)
- La nemica (1952)
- Scampolo '53 (1953)
- Lo scocciatore (Via Padova 46) (1953)
- L'ombra (1954)
- Graziella (1955)
- Accadde al penitenziario (1955)
- Buonanotte... avvocato! (1955)
- Io piaccio (1955)
- Non c'è amore più grande (1955)
- Il conte Max (1957)
- La nipote Sabella (1958)
- Gli zitelloni (1958)
- Brevi amori a Palma di Majorca (1959)
- Il moralista (1959)
- Uomini e nobiluomini (1959)
- Chiamate 22-22 tenente Sheridan (1960)
- Femmine di lusso (1960)
- Le olimpiadi dei mariti (1960)
- Gli attendenti (1961)
- Mani in alto (1961)
- Il cambio della guardia (1962)
- Il mio amico Benito (1962)
- Peccati d'estate (1962)
- Totò e Peppino divisi a Berlino (1962)
- I 4 tassisti (1963)
- Sedotti e bidonati (1964)
- Assicurasi vergine (1967)
- Quando dico che ti amo (1967)